# Lillsjön (Österåkers socken, Uppland)
Lillsjön är en sjö i Österåkers kommun i Uppland och ingår i Norrtäljeån-Åkerströms kustområde.